# French Open 1939 (Badminton)
Die French Open 1939 im Badminton fanden in Lyon statt. Es war die elfte Auflage des Championats.

## Finalresultate
| Disziplin    | Sieger                      | Finalist                     | Ergebnis            |
| ------------ | --------------------------- | ---------------------------- | ------------------- |
| Herreneinzel | A. S. Samuel                | C. C. Ricketts               | 15–5, 15–4          |
| Dameneinzel  | Mavis Green                 | F. Mercer                    | 11–0, 11–5          |
| Herrendoppel | A. S. Samuel C. C. Ricketts | M. Brayshay Peter Birtwistle | 16–17, 15–10, 15–10 |
| Damendoppel  | Connie Davidson Mavis Green | F. Mercer A. Simpson         | 15–4, 15–6          |
| Mixed        | C. C. Ricketts Mavis Green  | M. Brayshay F. Mercer        | 15–4, 15–9          |